# غار شناگران
غار شناگران (عربی: كهف السباحين) در فلات جلف کبیر در صحرای غربی در استان وادی الجدید در جنوب غربی مصر و در نزدیکی مرز مصر با لیبی واقع شده‌است. این غار در اکتبر سال ۱۹۳۳ از طرف کاشف لازلو الماسی کشف گردید. این غار شامل تصاویر کنده‌کاری اشخاصی که در حال شنا کردن می‌باشند که بر صخره‌های این غار بیش از ۱۰۰۰۰ سال پیش مربوط به دوره یخبندان جدید کنده‌کاری شده‌است.
به این غار در سریال بیمار انگلیسی اشاره شده‌است کما اینکه خود غار نیز در ضمن اتفاقات فیلم نمایش داده شده‌است.

## نگارخانه

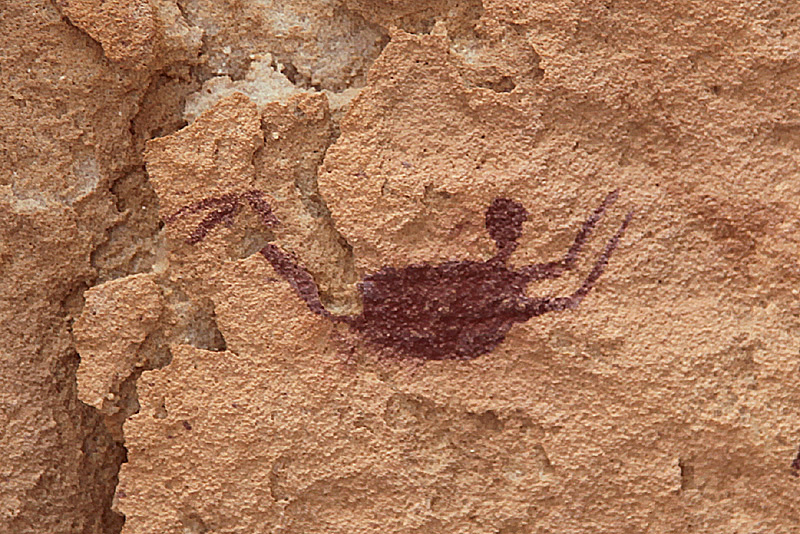
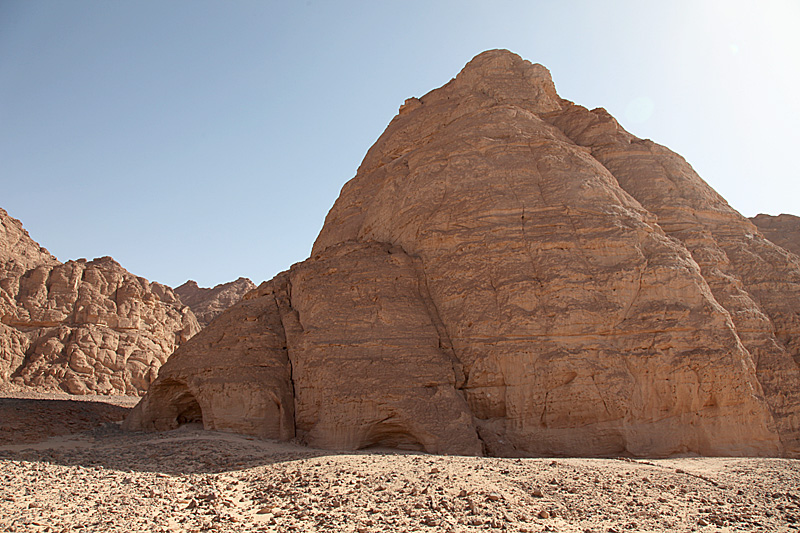
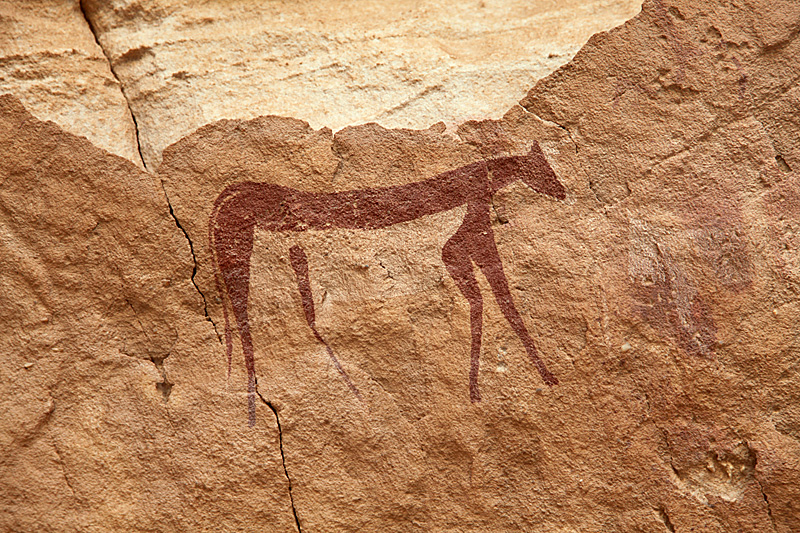
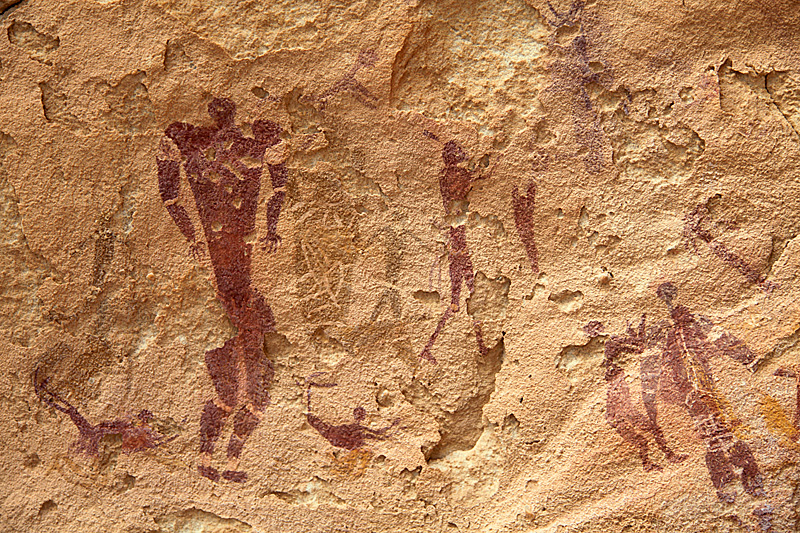
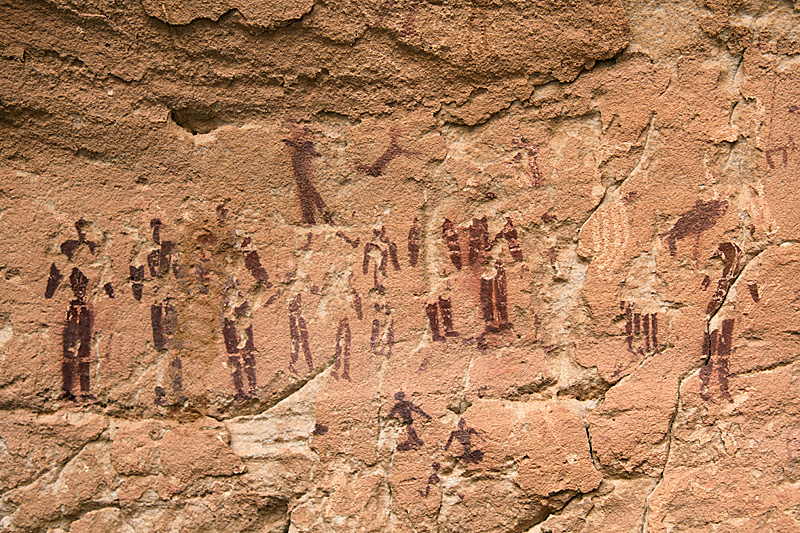
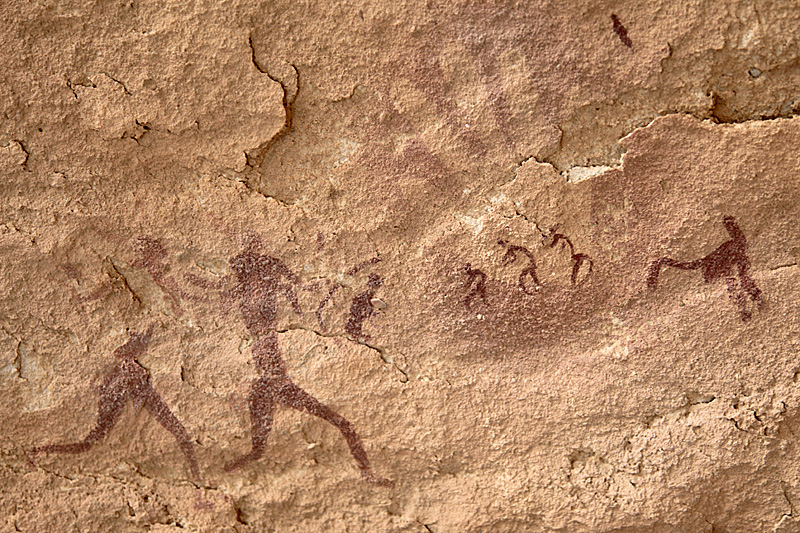